# Ramona Hein
Ramona Hein (8 de julio de 1961) es una deportista de la RDA que compitió en remo. Ganó dos medallas de bronce en el Campeonato Mundial de Remo, en los años 1983 y 1985.

## Palmarés internacional
| Campeonato Mundial | Campeonato Mundial | Campeonato Mundial | Campeonato Mundial |
| Año                | Lugar              | Medalla            | Prueba             |
| ------------------ | ------------------ | ------------------ | ------------------ |
| 1983               | Duisburgo (RFA)    | Medalla de bronce  | Ocho con timonel   |
| 1985               | Malinas (Bélgica)  | Medalla de bronce  | Dos sin timonel    |